# Bel Mondo
Bel Mondo je bývalý český společenský časopis, měsíčník. Vycházel od října 2012 do prosince 2013. Základem časopisu byly velké příběhy doplněné texty o módě, architektuře, designu, nových technologiích a dobrém jídle, přičemž polovinu obsahu tvořily licencované překlady ze světových magazínů, například Intelligent Life, The New York Times Magazine, Der Spiegel nebo Neon.
Časopis vznikal ve spolupráci s týdeníkem Respekt, prvním šéfredaktorem byl Petr Třešňák. Od ledna 2013 byla šéfredaktorkou Barbora Procházková, bývalá redaktorka Respektu. Autor projektu, šéfredaktor Respektu Erik Tabery, o Bel Mondu napsal: „V redakci jsme byli dlouhodobě přesvědčeni, že vedle týdeníku Respekt tu ke čtení ještě něco chybí. Časopis, který by neřešil politická či ekonomická témata, ale stejně by stálo za to ho číst. Časopis, který hezky vypadá, ale není podbízivý. Společenský časopis, který nepovažuje čtenáře za hlupáka.“
Kromě tištěné verze vycházel časopis i v elektronické verzi pro iPad.
V úvodníku posledního čísla z prosince 2013 bylo oznámeno, že se vydavatelství Economia rozhodlo časopis dále nevydávat.